# Jessica Forde
Pour les articles homonymes, voir Forde (homonymie).
Jessica Forde, née le 21 février 1966 à Londres (Royaume-Uni), est une actrice, réalisatrice et photographe franco-britannique.

## Biographie
Jessica Sylvie Forde naît le 21 février 1966 à Londres, au Royaume-Uni.
À l’âge de 16 ans, elle commence à jouer avec la photographie, une tradition familiale. Depuis, elle a notamment été actrice, réalisatrice et photographe.
Elle est vice-présidente à l’International de la Society of Motion Picture Still Photographers (SMPSP) et membre des Photographes de Films Associés (PFA). Elle a été mariée avec l'acteur Richard Berry avec qui elle a eu une fille en 1992, l'actrice Joséphine Berry.
Elle vit entre Paris et Londres.

## Filmographie

### Actrice

#### Cinéma
- 1985 : Cinématon #608 de Gérard Courant : elle-même
- 1986 : La Puritaine de Jacques Doillon : La main de Manon
- 1986 : L'Ogre de Simon Edelstein : Thérèse
- 1987 : Buisson ardent de Laurent Perrin : Julie
- 1987 : Quatre aventures de Reinette et Mirabelle d'Éric Rohmer : Mirabelle
- 1987 : La Vallée des anges, de Aline Issermann
- 1987 : Tous les nuages sont des horloges, de Raoul Ruiz
- 1987 : La Chouette aveugle de Raoul Ruiz
- 1989 : Modigliani de Franco Taviani : Lunia
- 1989 : Schlatten der Wüste : Mona
- 1989 : Les P'tits Vélos de Carlo Mazzacurati : Fedora
- 1989 : Comédie d'été de Daniel Vigne : Bibi
- 1990 : Visioni private : Virginia
- 1991 : Ma vie est un enfer de Josiane Balasko : Scarlet
- 1993 : Un'anima divisa in due de Silvio Soldini: Helene
- 1993 : Airsteam de Jean-Paul Saulieu
- 1994 : Tout est fini entre nous : Paola
- 1996 : Double Team de Tsui Hark : Delta Three
- 1999 : Premier jour de printemps (Court-métrage) : Iris
- 1999 : À cause d'Olivia (Court-métrage) : Isabelle
- 2000 : L'Art délicat de la séduction : Juliette
- 2000 : Mamirolle de Brigitte Coscas : Isabelle
- 2010 : L'Immortel de Richard Berry : Clothilde
- 2014 : Magic in the Moonlight de Woody Allen : Reporter

#### Télévision
- 1990 : Il colore della vittoria (Téléfilm) : Teresa
- 1992 : Coup de foudre (série télévisée)
- 1992 : Haute Tension (série télévisée) : Patricia Desterac
- 1995 : Nestor Burma (série télévisée) : Marie
- 1995 : Machinations (Téléfilm) : Jeanne Laurent
- 1997 : Une femme en blanc (série télévisée) : Claudine
- 1997 : Un homme en colère de Dominique Tabuteau (série télévisée) : Agnès
- 2003 : Blague à part (série télévisée) : Kim
- 2009 : Section de recherches (série télévisée) : Sylvie Casares

### Réalisatrice

#### Courts métrages
- 2000 : Premier jour de printemps,
- 2001 : Une équitation sentimentale, Documentaire
- 2006 : Hong Kong 70
- 2006 : International X-Press

## Théâtre
- 1987 : Le Trio en mi bémol d'Éric Rohmer

### Photographe

#### Cinéma
- 2003 : Moi César, 10 ans ½, 1m39
- 2005 : La Boîte noire
- 2007 : Cherche fiancé tous frais payés
- 2008 : Soit je meurs, soit je vais mieux
- 2008 : L'Emmerdeur
- 2009 : Le Séminaire
- 2010 : L'Immortel
- 2011 : La Permission de minuit
- 2011 : La Délicatesse
- 2011 : La Mer à boire
- 2012 : La Vérité si je mens ! 3
- 2012 : À l'aveugle
- 2013 : Malavita
- 2014 : Lucy
- 2015 : Un homme idéal
- 2015 : Equals
- 2016 : Bastille Day
- 2017 : Patients
- 2017 : The Girl from the Song
- 2017 : Overdrive
- 2018 : The White Crow

#### Télévision

##### Séries télévisées
- 2005 : Le cocon - Débuts à l'hôpital
- 2007 : Reporters
- 2013 : Maison close
- 2013 : Tunnel
- 2016-2017 : Le Bureau des légendes

##### Téléfilms
- 2005 : L'ordre du temple solaire
- 2006 : La chasse à l'homme (Mesrine)
- 2007 : Bac +70
- 2007 : Mariage surprise
- 2007 : Vérités assassines
- 2008 : Les temps changent
- 2008 : Une suite pour 2
- 2009 : Un singe sur le dos